# Shinnosuke Oka
Shinnosuke Oka (岡慎之助?, Oka Shinnosuke; Okayama, 31 ottobre 2003) è un ginnasta giapponese.

## Biografia
Ha iniziato a praticare ginnastica artisica quando aveva quattro anni. Nel 2019, si è allontanato dalla sua famiglia all'età di 16 anni per allenarsi al Tokushukai Gymnastics Club a Kamakura.
Oka si è classificato al 60º posto nel concorso generale ai Campionati Giapponesi del 2021. Ha subito la rottura del legamento crociato anteriore destro ai Campionati Giapponesi del 2022.
Oka è tornato a competere ai Campionati Giapponesi del 2023, classificandosi 10º nel concorso generale. Successivamente, ha ottenuto l'11º posto nel concorso generale al Trofeo NHK. Ai Campionati Giapponesi per Eventi del 2023, ha vinto una medaglia di bronzo nel corpo libero. Oka ha vinto il titolo del concorso generale ai Campionati Asiatici del 2023, battendo a sorpresa Carlos Yulo. La squadra giapponese ha vinto la medaglia d'argento dietro la Cina. Nelle finali degli attrezzi, Oka ha vinto le medaglie d'argento alle parallele e alla sbarra.
Oka ha iniziato la stagione 2024 ai Campionati Giapponesi, dove ha vinto la medaglia d'argento nel concorso generale dietro Daiki Hashimoto. Ha poi vinto il titolo del concorso generale al Trofeo NHK 2024 e si è guadagnato un posto nella squadra olimpica giapponese del 2024. Gareggia insieme a Hashimoto, Kazuma Kaya, Takaaki Sugino e Wataru Tanigawa. La squadra ha vinto l'oro nel concorso generale il 29 luglio, sconfiggendo la Cina, loro storica rivale.

## Palmarès
- Giochi olimpici

Parigi 2024: oro nel concorso a squadre, oro nel concorso individuale, oro alla sbarra e bronzo alle parallele simmetriche